# Kasper Klostergaard
Kasper Klostergaard Larsen (* 22. Mai 1983 in Horsens) ist ein ehemaliger dänischer Radrennfahrer. Er ist 1,82 Meter groß, sein Renngewicht betrug 69 Kilogramm.
Klostergaard begann Radsportkarriere in der Elite 2002 bei dem dänischen Radsportteam Glud & Marstrand Horsens. Seinen ersten Sieg fuhr er 2004 ein, als er die zweite Etappe des U23-Rennens Berliner Rundfahrt gewann. Eine Saison später gewann er eine Etappe des International Cycling Classic. Ab August 2005 fuhr er für das dänische ProTeam CSC als Stagiaire. Er bestritt unter anderem die Tour de l’Avenir und verhalf dort seinem Mannschaftskollegen Lars Bak zum Gesamtsieg. 2006 unterschrieb er einen Zweijahresvertrag bei der Equipe von Bjarne Riis. Dort kam er vor allem als Mannschaftshelfer zum Einsatz, zum Beispiel bei den Frühjahrsklassikern; das Team gewann das Mannschaftszeitfahren der Settimana Internazionale. 2011 wurde er aus einer Fluchtgruppe heraus Dritter beim Klassiker Paris–Tours.
2013 wurde Klostergaard Siebter der Tour du Loir-et-Cher, Neunter der Flèche du Sud und Zehnter der Olympia’s Tour. Ende 2015 beendete er seine Radsportlaufbahn.

## Erfolge
2004
- eine Etappe Tour de Berlin
- Dänischer Meister – Mannschaftszeitfahren (mit Jens-Erik Madsen und Max Nielsen)

2006
- Mannschaftszeitfahren Settimana Internazionale

## Grand-Tour-Platzierungen
| Grand Tour            | 2009 | 2010 | 2011 |
| --------------------- | ---- | ---- | ---- |
| Giro d’ItaliaGiro     | 147  | –    | 153  |
| Tour de FranceTour    | –    | –    | –    |
| Vuelta a EspañaVuelta | –    | 140  | –    |

## Teams
- 2002 Glud & Marstrand Horsens
- 2003 Glud & Marstrand Horsens
- 2004 Glud & Marstrand Horsens
- 2005 Glud & Marstrand Horsens
- 2006 Team CSC
- 2007 Team CSC
- 2008 Team CSC
- 2009 Team Saxo Bank
- 2010 Team Saxo Bank
- 2011 Saxo Bank SunGard
- 2012 Team Saxo Bank-Tinkoff Bank
- 2013 Concordia Forsikring-Riwal
- 2014 Riwal Platform Cycling Team
- 2015 Riwal Platform Cycling Team